# Escurès
Escurès est une commune française, située dans le département des Pyrénées-Atlantiques en région Nouvelle-Aquitaine.

## Géographie

### Localisation
La commune d'Escurès se trouve dans le département des Pyrénées-Atlantiques, en région Nouvelle-Aquitaine.
Elle se situe à 33,0 km par la route de Pau, préfecture du département, et à 29,9 km de Serres-Castet, bureau centralisateur du canton des Terres des Luys et Coteaux du Vic-Bilh dont dépend la commune depuis 2015 pour les élections départementales.
La commune fait en outre partie du bassin de vie de Lembeye.
Les communes les plus proches sont : 
Castillon (1,7 km), Lespielle (1,9 km), Lembeye (2,0 km), Corbère-Abères (3,0 km), Arricau-Bordes (3,3 km), Samsons-Lion (3,4 km), Séméacq-Blachon (4,0 km), Bassillon-Vauzé (4,0 km).
Sur le plan historique et culturel, Escurès fait partie de la province du Béarn, qui fut également un État et qui présente une unité historique et culturelle à laquelle s’oppose une diversité frappante de paysages au relief tourmenté.

### Communes limitrophes
Les communes limitrophes sont  Castillon, Corbère-Abères, Lembeye, Lespielle et Simacourbe.
|            | Castillon (près de Lembeye) |                |
| Lespielle  | Escurès                     | Corbère-Abères |
| Simacourbe | Lembeye                     |                |

### Hydrographie

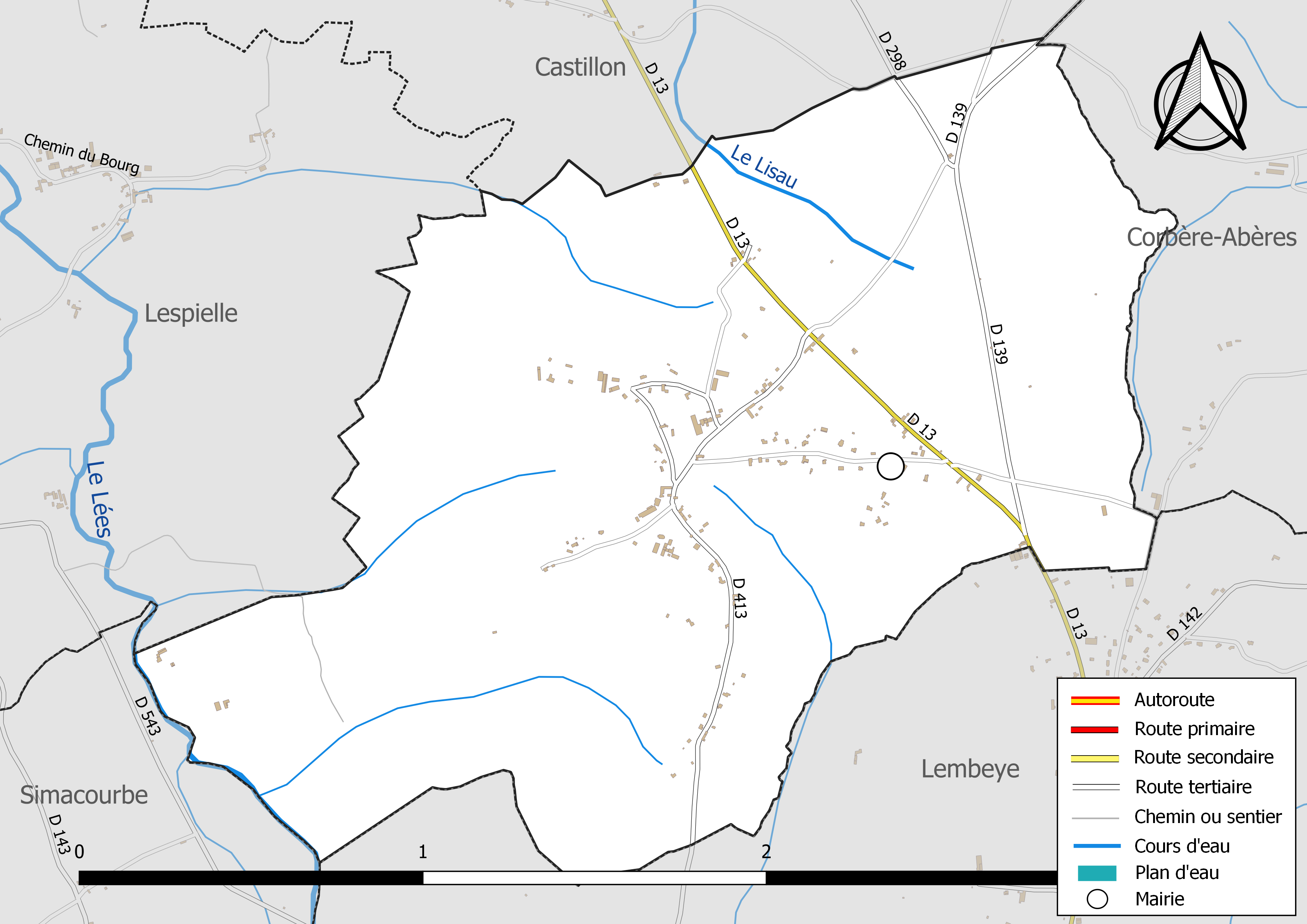
Réseaux hydrographique et routier d'Escurès.

La commune est drainée par le Laas, le Lisau et par divers petits cours d'eau, constituant un réseau hydrographique de 5 km de longueur totale,.
Le Léez (56 km) prend sa source dans la commune de Gardères, s'écoule du sud vers le nord et longe le territoire communal dans sa partie sud-ouest, constituant la limite communale avec Simacourbe. Il se jette dans l'Adour à Barcelonne-du-Gers, après avoir traversé 31 communes.
Le Lisau, d'une longueur totale de 13,3 km, prend sa source dans la commune d'Escurès et s'écoule du sud vers le nord. Il traverse la commune et se jette dans le Larcis à Aubous, après avoir traversé 7 communes.

### Climat
Pour des articles plus généraux, voir Climat de la Nouvelle-Aquitaine et Climat des Pyrénées-Atlantiques.
Historiquement, la commune est dans une zone de transition entre les climats océaniques aquitain et montagnard.  
En 2020, Météo-France publie une typologie des climats de la France métropolitaine dans laquelle la commune est exposée à un climat de montagne et est dans une zone de transition entre les régions climatiques « Aquitaine, Gascogne » et « Pyrénées atlantiques ».
Pour la période 1971-2000, la température annuelle moyenne est de 13,1 °C, avec une amplitude thermique annuelle de 14 °C. Le cumul annuel moyen de précipitations est de 1 080 mm, avec 11,5 jours de précipitations en janvier et 8 jours en juillet. Pour la période 1991-2020, la température moyenne annuelle observée sur la station météorologique la plus proche, située sur la commune de Mont-Disse à 10 km à vol d'oiseau, est de 13,9 °C et le cumul annuel moyen de précipitations est de 1 010,8 mm,. Pour l'avenir, les paramètres climatiques de la commune estimés pour 2050 selon différents scénarios d'émission de gaz à effet de serre sont consultables sur un site dédié publié par Météo-France en novembre 2022.

### Milieux naturels et biodiversité

#### Réseau Natura 2000
Le réseau Natura 2000 est un réseau écologique européen de sites naturels d'intérêt écologique élaboré à partir des Directives « Habitats » et « Oiseaux », constitué de zones spéciales de conservation (ZSC) et de zones de protection spéciale (ZPS).
Un site Natura 2000 a été défini sur la commune au titre de la « directive Habitats » : les « coteaux de Castetpugon, de Cadillon et de Lembeye », d'une superficie de 220 ha, présentant des pelouses calcaires riches en orchidées et autres plantes rares régionalement, globalement bien conservées,.

#### Zones naturelles d'intérêt écologique, faunistique et floristique
L’inventaire des zones naturelles d'intérêt écologique, faunistique et floristique (ZNIEFF) a pour objectif de réaliser une couverture des zones les plus intéressantes sur le plan écologique, essentiellement dans la perspective d’améliorer la connaissance du patrimoine naturel national et de fournir aux différents décideurs un outil d’aide à la prise en compte de l’environnement dans l’aménagement du territoire.
Une ZNIEFF de type 2 est recensée sur la commune, : 
les « coteaux calcaires du Béarn » (461,36 ha), couvrant 20 communes du département.

## Urbanisme

### Typologie
Au 1er janvier 2024, Escurès est catégorisée commune rurale à habitat dispersé, selon la nouvelle grille communale de densité à sept niveaux définie par l'Insee en 2022.
Elle est située hors unité urbaine. Par ailleurs la commune fait partie de l'aire d'attraction de Pau, dont elle est une commune de la couronne,. Cette aire, qui regroupe 227 communes, est catégorisée dans les aires de 200 000 à moins de 700 000 habitants,.

### Occupation des sols

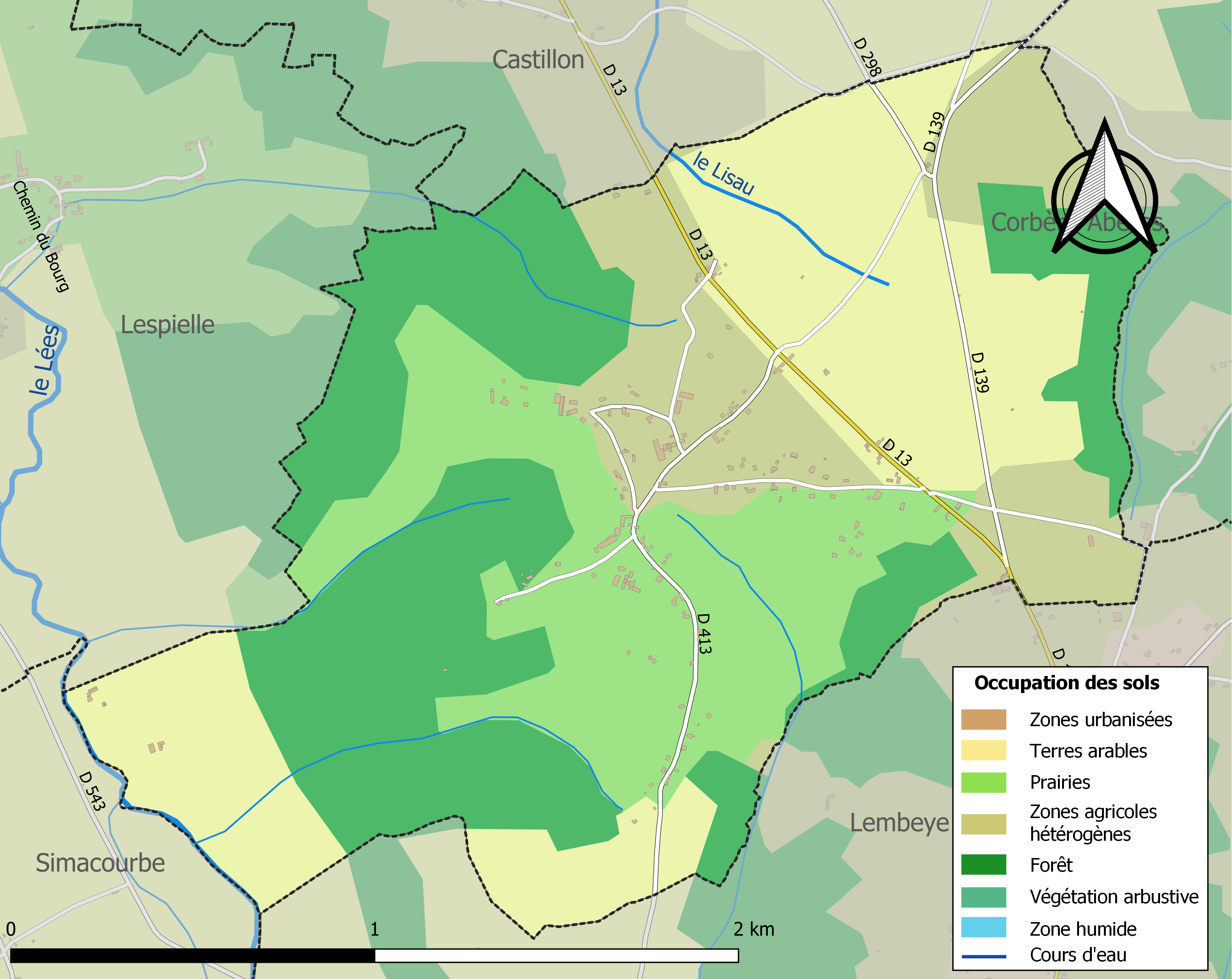
Carte des infrastructures et de l'occupation des sols de la commune en 2018 (CLC).

L'occupation des sols de la commune, telle qu'elle ressort de la base de données européenne d’occupation biophysique des sols Corine Land Cover (CLC), est marquée par l'importance des territoires agricoles (68 % en 2018), une proportion identique à celle de 1990 (68 %). La répartition détaillée en 2018 est la suivante : 
forêts (32 %), terres arables (29,6 %), prairies (21,4 %), zones agricoles hétérogènes (17 %). L'évolution de l’occupation des sols de la commune et de ses infrastructures peut être observée sur les différentes représentations cartographiques du territoire : la carte de Cassini (XVIIIe siècle), la carte d'état-major (1820-1866) et les cartes ou photos aériennes de l'IGN pour la période actuelle (1950 à aujourd'hui).

### Lieux-dits et hameaux
- Castets
- Labalette
- Montestrucq
- Peyre

### Voies de communication et transports
Elle est desservie par les routes départementales 13, 139 et 413.

### Risques majeurs
Le territoire de la commune d'Escurès est vulnérable à différents aléas naturels : météorologiques (tempête, orage, neige, grand froid, canicule ou sécheresse), inondations et séisme (sismicité modérée). Un site publié par le BRGM permet d'évaluer simplement et rapidement les risques d'un bien localisé soit par son adresse soit par le numéro de sa parcelle.
Certaines parties du territoire communal sont susceptibles d’être affectées par le risque d’inondation par une crue à  débordement lent de cours d'eau, notamment le Léez et le Lisau. La commune a été reconnue en état de catastrophe naturelle au titre des dommages causés par les inondations et coulées de boue survenues en 1982, 2009 et 2018,.

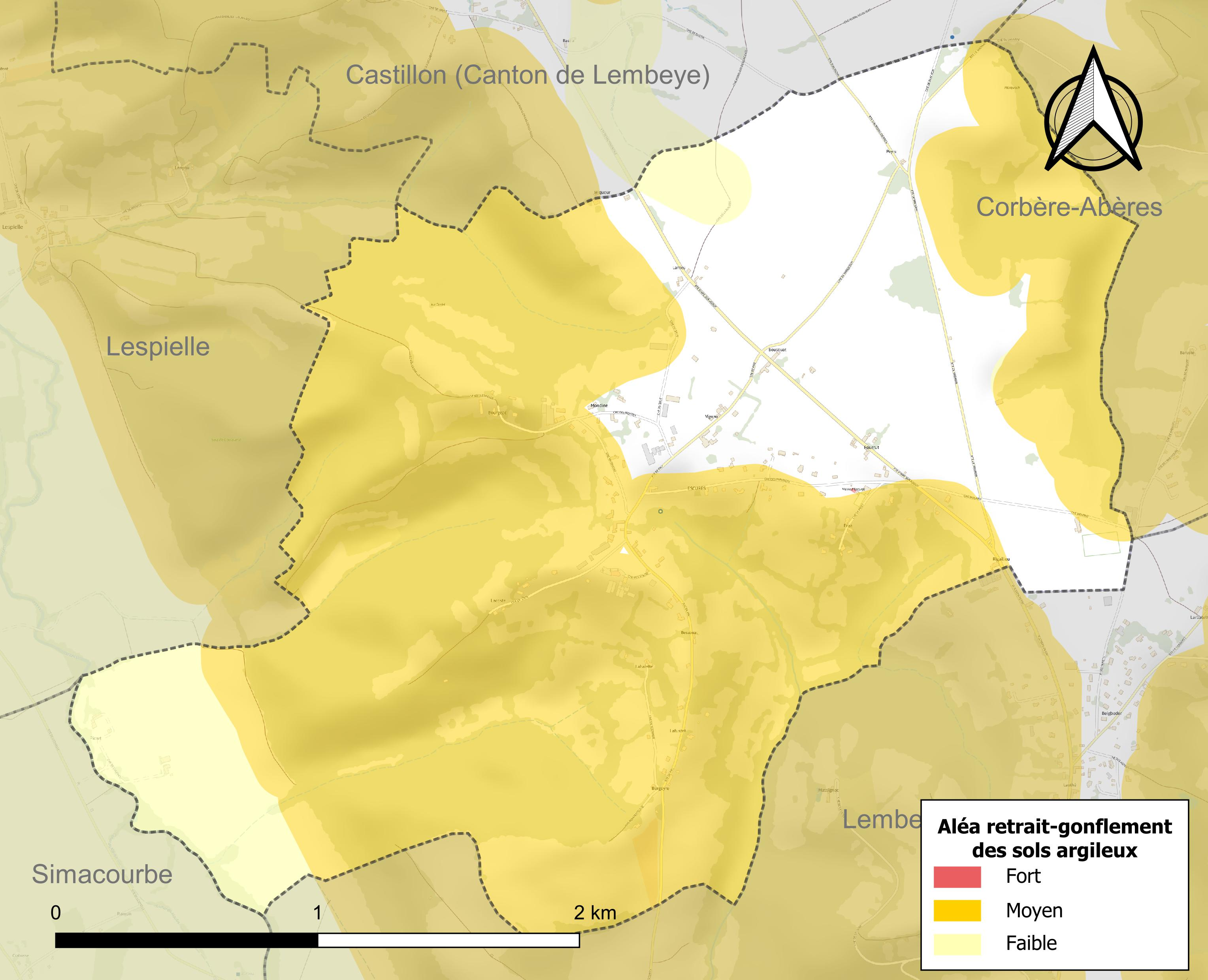
Carte des zones d'aléa retrait-gonflement des sols argileux d'Escurès.

Le retrait-gonflement des sols argileux est susceptible d'engendrer des dommages importants aux bâtiments en cas d’alternance de périodes de sécheresse et de pluie. 68,9 % de la superficie communale est en aléa moyen ou fort (59 % au niveau départemental et 48,5 % au niveau national). Depuis le 1er octobre 2020, en application de la loi ELAN, différentes contraintes s'imposent aux vendeurs, maîtres d'ouvrages ou constructeurs de biens situés dans une zone classée en aléa moyen ou fort,.

## Toponymie
Le toponyme Escurès apparaît sous les formes 
Mercatus Escuresii (XIIe siècle, cartulaire de l'abbaye de Saint-Pé), 
Sanctus Justinus de Scures (XIIe siècle, collection Duchesne volume CXIV), 
Escurees (XIIIe siècle, fors de Béarn), 
Los Cassos d'Escures (1343, hommages de Béarn - ce toponyme évoque le lieu d'assemblée judiciaire sous des chênes) et 
Saint-Orens d'Escurès (1775, terrier d'Escurès).
Le toponyme Castets apparaît sous les formes 
Castellum (XIIe siècle, cartulaire de l'abbaye de Saint-Pé) et 
Casteg (1385, censier de Béarn).
Le toponyme Montestrucq apparaît sous les formes 
Montastruc (1385, censier de Béarn), 
Montestrucq (XVIIIe siècle, carte de Cassini) et 
Montestruc (1863, dictionnaire topographique Béarn-Pays basque).

## Histoire
Paul Raymond note qu'en 1538, Montestrucq comprenait deux cents arpents et qu'en 1385, Escurès et Castets dépendaient du bailliage de Lembeye et comptaient respectivement sept et deux feux.
Castets est une ancienne paroisse et son fief était vassal de la vicomté de Béarn, tout comme celui de Montestrucq.

### Les Hospitaliers
Escurès appartenait à la commanderie de l'ordre de Saint-Jean de Jérusalem de Caubin et Morlaàs.

## Politique et administration
| Période                                  | Période | Identité   | Étiquette | Qualité |
| ---------------------------------------- | ------- | ---------- | --------- | ------- |
| 1995                                     | 2008    | Jean Nabos |           |         |
| 2008                                     | 2014    | Jean Nabos |           |         |
| Les données manquantes sont à compléter. |         |            |           |         |

### Intercommunalité
Escurès fait partie de trois structures intercommunales :
- la communauté de communes du Nord-Est Béarn ;
- le syndicat d’énergie des Pyrénées-Atlantiques ;
- le syndicat intercommunal d’alimentation en eau potable (SIAEP) du Vic-Bilh Montanérès.

## Population et société

### Démographie
L'évolution du nombre d'habitants est connue à travers les recensements de la population effectués dans la commune depuis 1793. Pour les communes de moins de 10 000 habitants, une enquête de recensement portant sur toute la population est réalisée tous les cinq ans, les populations de référence des années intermédiaires étant quant à elles estimées par interpolation ou extrapolation. Pour la commune, le premier recensement exhaustif entrant dans le cadre du nouveau dispositif a été réalisé en 2007.

En 2022, la commune comptait 143 habitants, en évolution de −4,67 % par rapport à 2016 (Pyrénées-Atlantiques : +3,78 %, France hors Mayotte : +2,11 %).
| 1793 | 1800 | 1806 | 1821 | 1831 | 1836 | 1841 | 1846 | 1851 |
| ---- | ---- | ---- | ---- | ---- | ---- | ---- | ---- | ---- |
| 212  | 205  | 221  | 210  | 271  | 266  | 273  | 286  | 267  |

| 1856 | 1861 | 1866 | 1872 | 1876 | 1881 | 1886 | 1891 | 1896 |
| ---- | ---- | ---- | ---- | ---- | ---- | ---- | ---- | ---- |
| 251  | 248  | 240  | 226  | 226  | 231  | 209  | 204  | 201  |

| 1901 | 1906 | 1911 | 1921 | 1926 | 1931 | 1936 | 1946 | 1954 |
| ---- | ---- | ---- | ---- | ---- | ---- | ---- | ---- | ---- |
| 186  | 186  | 170  | 166  | 157  | 139  | 134  | 123  | 110  |

| 1962 | 1968 | 1975 | 1982 | 1990 | 1999 | 2006 | 2007 | 2012 |
| ---- | ---- | ---- | ---- | ---- | ---- | ---- | ---- | ---- |
| 112  | 83   | 83   | 101  | 142  | 138  | 155  | 158  | 151  |

| 2017 | 2022 | - | - | - | - | - | - | - |
| ---- | ---- | - | - | - | - | - | - | - |
| 148  | 143  | - | - | - | - | - | - | - |

Escurès appartient à l'aire d'attraction de Pau.

## Économie
La commune fait partie des zones d'appellation d'origine contrôlée (AOC) du madiran, du pacherenc-du-vic-bilh et du béarn.

## Culture locale et patrimoine

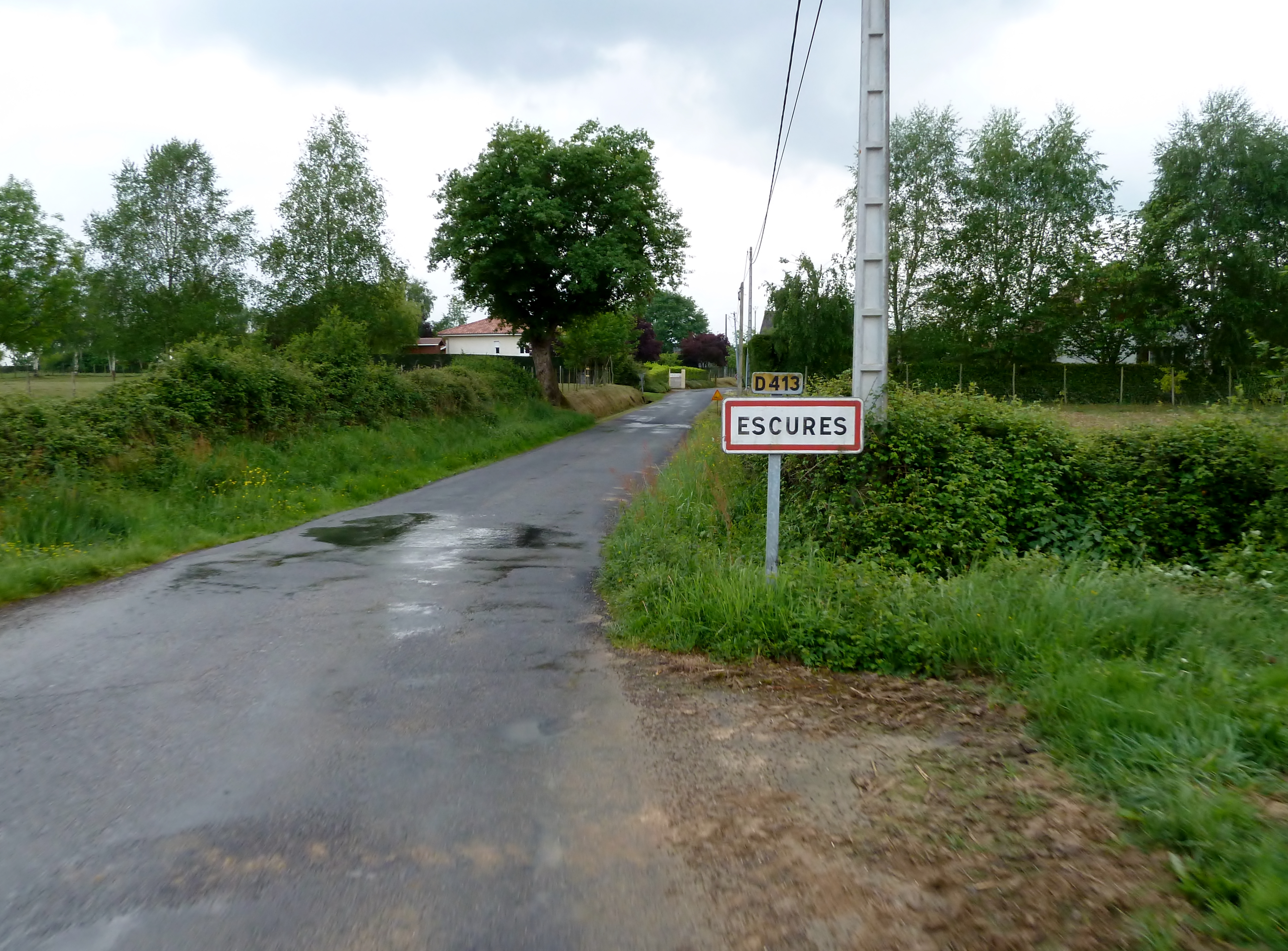
Entrée dans Escurès.

### Patrimoine civil
Les vestiges d'une ancienne maison noble au lieu-dit Montestrucq, déjà recensée en 1385, témoigne du passé ancien du village.
Le château du lieu-dit Castets date du XVIIIe siècle.
La commune présente un ensemble de fermes des XVIIe et XVIIIe siècles.

### Patrimoine religieux
Les vestiges de l'église Saint-Nicolas faisaient partie de l'ensemble fortifié du lieu-dit Castets (Mouta de Castets). L'église est mentionnée dès le XIe siècle.
L'église Saint-Orens date partiellement du XIIe siècle. Elle recèle du mobilier, des tableaux, des statues et des objets inscrits à l'inventaire général du patrimoine culturel.